# Zbigniew Korepta
Zbigniew Roman Korepta (ur. 29 lutego 1932 w Szczekocinach, zm. 29 czerwca 2004 w Warszawie) – polski aktor teatralny, filmowy i telewizyjny oraz kompozytor.

## Życiorys
Ukończył Państwową Wyższą Szkołę Aktorską w Łodzi (1954). W kolejnych latach występował w Teatrach: Wybrzeże w Gdańsku (1954-1958), im. Adama Mickiewicza w Częstochowie (1958-1960), Polskiego w Bydgoszczy (1960-1966) oraz Rozmaitości (nast. Bagatela) w Krakowie (1966-1976). W kolejnych latach przeniósł się do Warszawy, gdzie występował na deskach Teatru Ziemi Mazowieckiej (nast. Popularnego) (1976-1980) oraz Teatru Syrena (1980-1991). Występował również w gdańskim kabarecie "Rudy Kot". Brał udział w dziesięciu spektaklach Teatr Telewizji (1983-1998) oraz siedmiu audycjach Teatru Polskiego Radia (1955-1983).
Jako kompozytor współpracował z Krystyną Wodnicką - aktorką i autorką tekstów, a najbardziej znanym utworem tego duetu jest piosenka Kasztany z 1955 roku, wykonywana m.in. przez Nataszę Zylską (1956). Inne wspólnie stworzone utwory to m.in. Zakochana biedronka, I tak mi żal.
W uznaniu swych zasług został odznaczony Srebrnym Krzyżem Zasługi (1985), Medalem 40-lecia Polski Ludowej (1985) oraz Odznaką „Zasłużony Działacz Kultury” (1979).
Został pochowany na Cmentarzu Kule w Częstochowie.

## Filmografia
| - Trzy opowieści (1953) - Ocalić miasto (1973) - oficer niemiecki w kanałach - Zaległy urlop (1978) - projektant - Romans Teresy Hennert (1978) - urzędnik w Ministerstwie Reform Rolnych - Bilet powrotny (1978) - gość na weselu - Zamach stanu (1980) - poseł PSL „Wyzwolenie” - Matka Królów (1982) - lekarz w szpitalu więziennym - Katastrofa w Gibraltarze (1984) - członek rządu spiskujący przeciw Sikorskiemu - Zabawa w chowanego (1984) - gość w lokalu - Szaleństwa panny Ewy (1984) - doktor Różański - Godność (1984) - robotnik ostrzegający Szostaka - Zielone kasztany (1985) - mężczyzna pod pałacem ślubów - Mrzonka (1985) - urzędnik eksmitujący Rajzemana - Jezioro Bodeńskie (1985) - żandarm - Chrześniak (1985) - Austriak z firmy polonijnej - Czas nadziei (1987) - robotnik - Mr Tański (1987) - inżynier Robert Gabaud - Cesarskie cięcie (1987) - człowiek Rozmaryna - Piłkarski poker (1988) - bukmacher na Służewcu - Generał Berling (1988) - generał Karol Świerczewski - Czarodziej z Harlemu (1988) - porucznik MO w Olsztynie - Urodzony po raz trzeci (1989) - tajniak przed foto-atelier "Tobi" w Kielcach - Stan strachu (1989) - Po upadku. Sceny z życia nomenklatury (1989) - Malinowski, zastępca Rozpudy - Kapitał, czyli jak zrobić pieniądze w Polsce (1989) - mężczyzna w restauracji - Mów mi Rockefeller (1990) - mężczyzna w restauracji - Kramarz (1990) - urzędnik w szkole - Historia niemoralna (1990) - Wilko, adwokat żony ojca Ewy - Rozmowy kontrolowane (1991) - pan czytający "Trybunę" - Panny i wdowy (1991) - mężczyzna w pałacu w Lechicach - Szczur (1994) - konduktor - Wirus (1996) - oficer policji na naradzie - Kiler (1997) - emeryt - Kiler-ów 2-óch (1999) - emeryt - kombatant na odsłonięciu obelisku ku czci Jurka Kilera | - Zezem (1977) - mężczyzna wręczający łapówkę Górnemu na ulicy (odc. 8) - Polskie drogi (1977) - strażnik przy wagonie z dziećmi (odc. 10 oraz odc. 8) - Układ krążenia (1978) - dyrektor szpitala (odc. 3) - 07 zgłoś się (1978-1984) - dwie role: - porucznik prowadzący z Borewiczem śledztwo w sprawie morderstwa w Karsznicach (odc. 9) - dyrektor "Polhotelu" (odc. 18) - Punkt widzenia (1980) - lekarz ginekolog - Dom (1980-1997) - cztery role: - członek komisji lokalowej (odc. 3) - konduktor sprzedający Heniowi pięciogroszówki (odc. 8) - woźny sądowy (odc. 9) - profesor egzaminujący Mietka (odc. 18) - Życie Kamila Kuranta (1982) - szpicel (odc. 5, 6) - Polonia Restituta (1982) - komunista na manifestacji (odc. 5) - Szaleństwa panny Ewy (1983) - doktor Różański (odc. 2) - Alternatywy 4 (1983) - przewodniczący komisji nazewnictwa ulic (odc. 3) - Pan na Żuławach (1984) - odc. 10 - Kwestia wyboru (1985) - Stanisław Mikołajczyk - Zmiennicy (1986) - pracownik punktu skupu makulatury (odc. 10) - Akwen Eldorado (1988) - pijany rybak Rysio - W labiryncie (1988-1990) - współpasażer Ewy w pociągu do Krotoszyna - Odbicia (1989) - gość na przyjęciu weselnym (odc. 6) - Panny i wdowy (1991) - mężczyzna w pałacu w Lechicach (odc. 5) - Złotopolscy (1997) - przechodzień (odc. 2) - 13 posterunek (1998) - mężczyzna, któremu żona głośno chrapie (odc. 26) - Wszystkie pieniądze świata (1999) - Karasek, kasjer w firmie Parcewicza |